# Шапиро, Джоэл
Джо́эл Шапи́ро (англ. Joel Shapiro; 27 сентября 1941, Нью-Йорк — 14 июня 2025, Манхэттен, Нью-Йорк) — американский скульптор-постминималист. Известен масштабными скульптурами геометрической формы, часто размещёнными на открытом воздухе: на улицах городов, в парках.

## Биография
Американский скульптор Джоэл Шапиро родился 27 сентября 1941 года в Нью-Йорке. Вырос в Саннисайде, Куинс.
Первоначально будущий художник учился на врача.
В 1964 году защитил степень бакалавра (B.A.) в Нью-Йоркском университете. В 1969 — магистерскую степень, там же. Он провёл два года в Южной Индии в составе «Корпуса мира» 

Мне было 22, когда я на два года оказался в Индии. Я не искал там нирваны. Я был добровольцем в «Корпусе мира». И я воспользовался шансом увидеть в свободное время массу произведений искусства; причём таких, какие не увидишь в музеях.— Интервью изданию «BOMB», 2009
.
Член Шведской королевской академии искусств. Награждён англ. римской медалью.
Дважды представлял Соединённые Штаты на Венецианской биеннале, дважды участвовал в кассельской «документе».
Жена — художница-пейзажист Эллен Филэн (англ.). Жил и работал в Нью-Йорке.
Джоэл Шапиро умер на Манхэттене, Нью-Йорк 13 июня 2025 года. Дочь скульптора Иви назвала причину смерти отца – острая миелоидная лейкемия. В тот же день на FB-странице галереи Карстен Греве появилось сообщение: «С большой грустью мы узнали о кончине Джоэла Шапиро, драгоценного друга и важнейшего героя постминималистской скульптуры.
Признание пришло к нему за его неутомимые исследования формы и яркие, балансирующие на грани между абстракцией и фигуративностью раскрашенные скульптуры, бросающие вызов гравитации.
Спасибо, Джоэл, что научил нас смотреть на работу скульптора, как на увлекательную, полную бесконечных приключений игру».

## Музейные собрания
- MoMA, Нью-Йорк
- Музей Уитни, Нью-Йорк
- Музей изящных искусств, Хьюстон, штат Техас
- Тейт Британия, Лондон
- Музей Соломона Гуггенхайма, Нью-Йорк
- Коллекция Пегги Гуггенхайм, Венеция
- Музей современного искусства Киасма, Хельсинки
- Тель-Авивский музей изобразительных искусств
- Музей Израиля, Иерусалим
- Музей и сад скульптур Хиршхорна, Вашингтон, округ Колумбия
- Мемориальный музей Холокоста, Вашингтон, округ Колумбия
- Kunsthaus, Цюрих
- Музей Луизиана, Хумлебеке, Дания
- Музей современного искусства, Стокгольм
- Центр Помпиду, Париж
- Национальная галерея Австралии, Канберра
- Стеделек музеум, Амстердам
- англ. Йоркширский парк скульптур

## Персональные выставки
- Дом искусств, Мюнхен
- Музей «Луизиана», Дания
- Музей «Метрополитен», Нью-Йорк